# 121121 Koyoharugotoge
121121 Koyoharugotoge este o planetă minoră (asteroid) din Inner Main Belt⁠(d). A fost descoperită pe 19 aprilie 1999 la Goodricke-Pigott Observatory⁠(d) de Roy A. Tucker⁠(d). 
Obiectul prezintă o orbită caracterizată de o semiaxă mare de 1,8847708265254 UAi, o excentricitate de 0,029032504358768, o înclinație de 23,295553305601 ° în raport cu ecliptica.